# Elia Sala
Elia Sala, Emilio Sala, w tłumaczeniach z rosyjskiego lub ukraińskiego Salya (ur. 1864, zm. 1920) – włoski rzeźbiarz. Znany głównie ze współpracy z kijowskim architektem Władysławem Horodeckim np. Dom z chimerami.

## Galeria

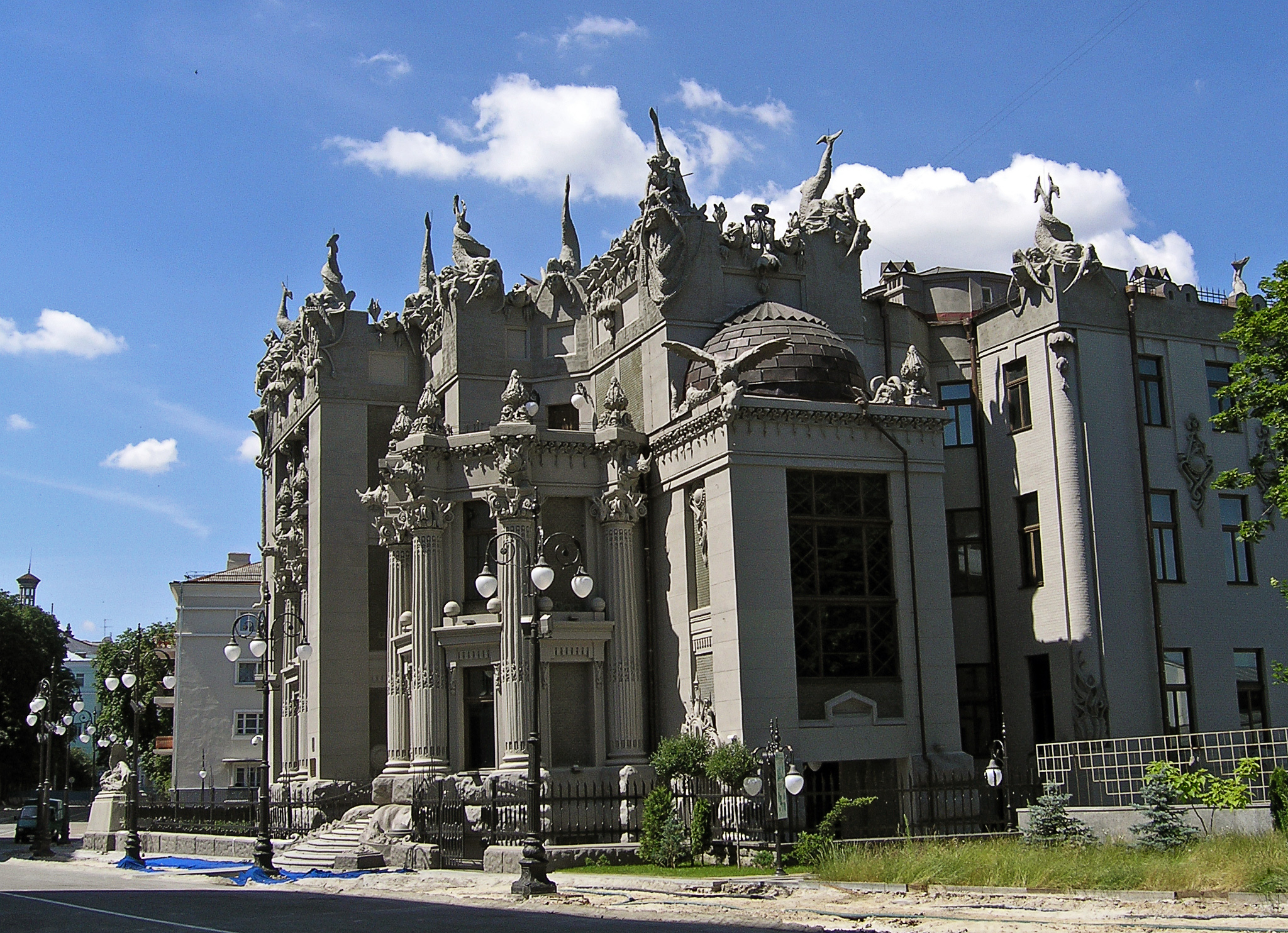
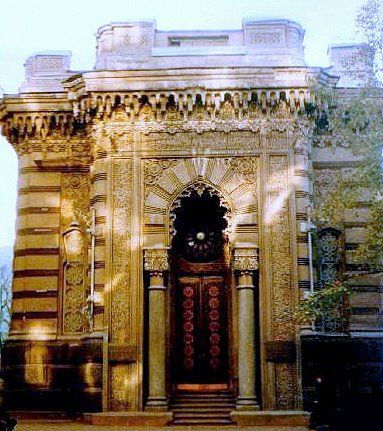
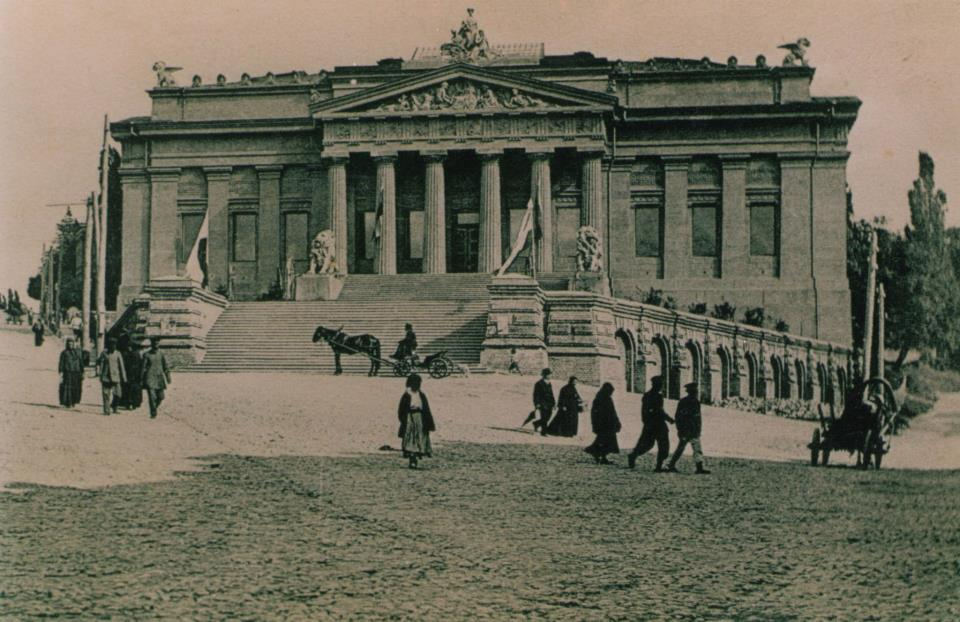
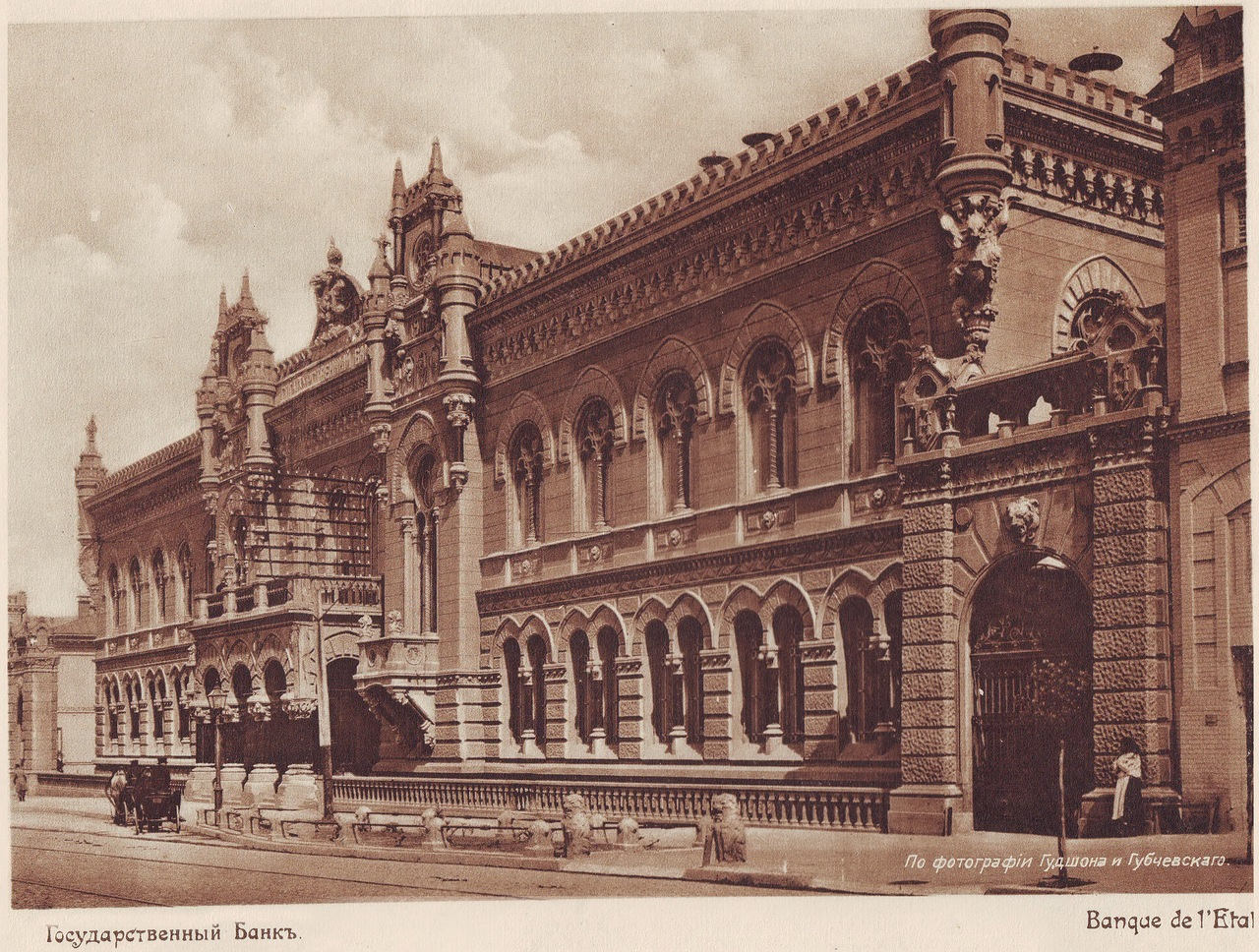
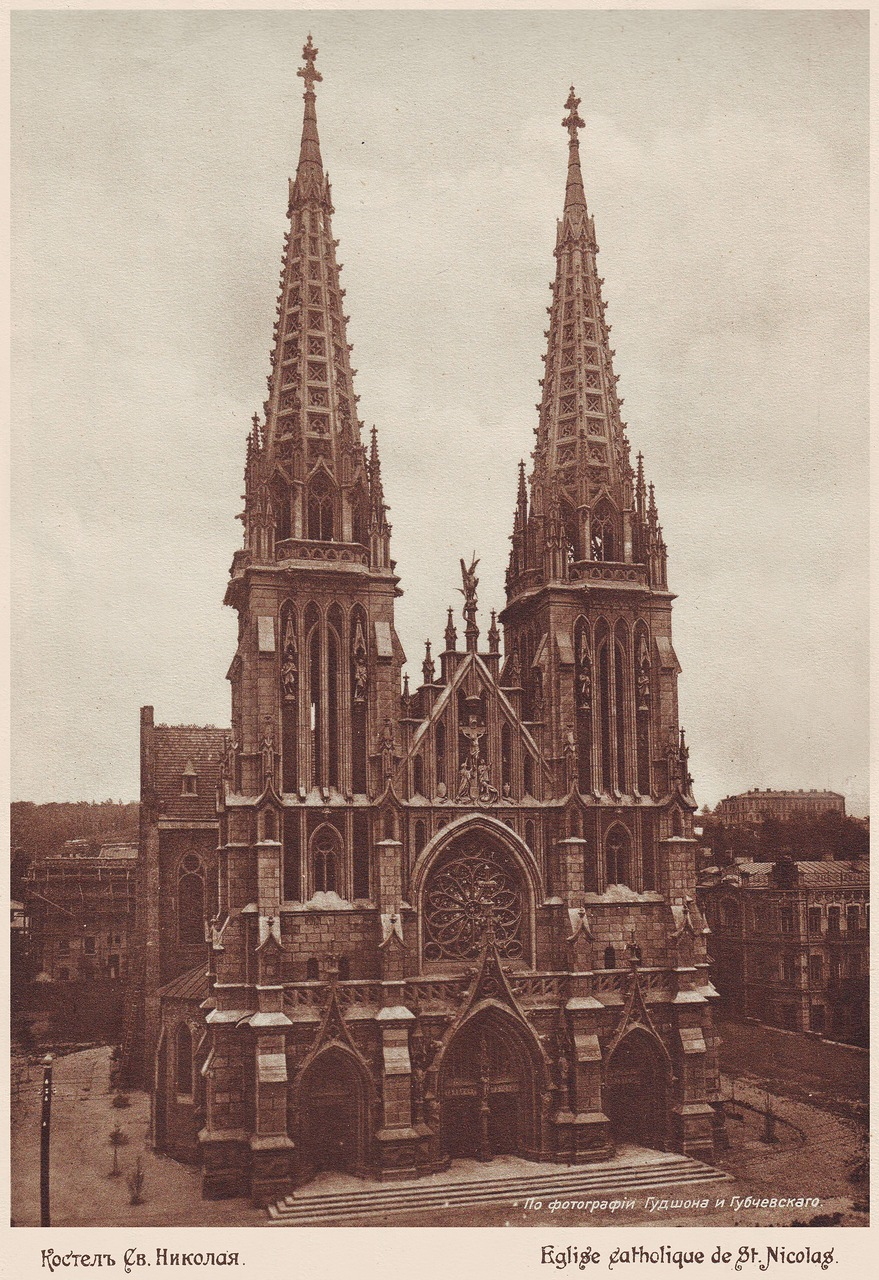
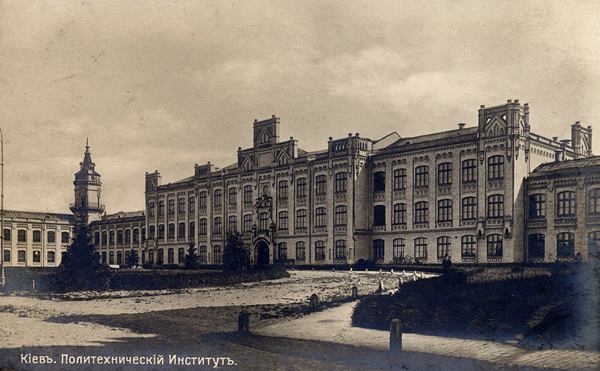
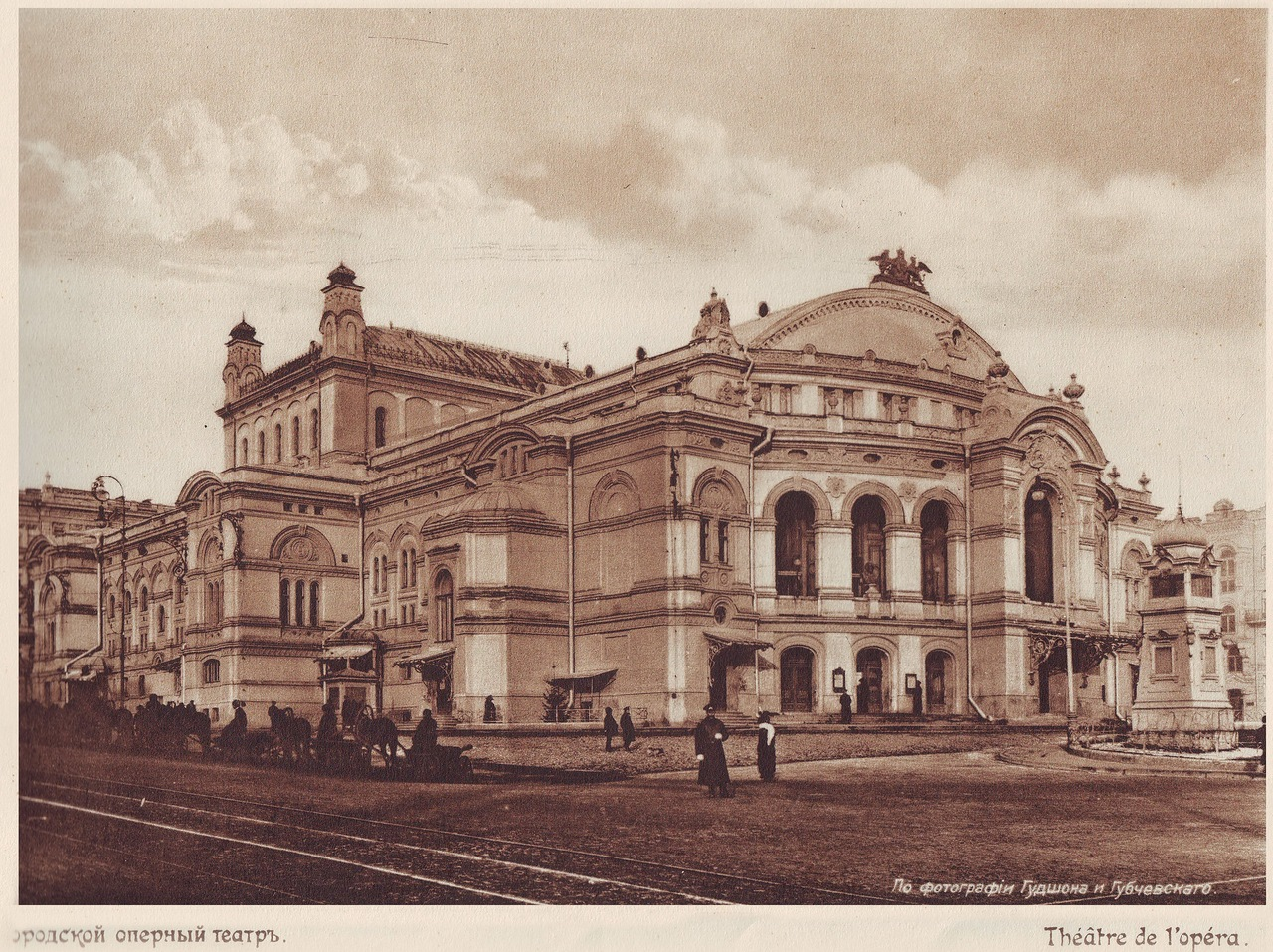
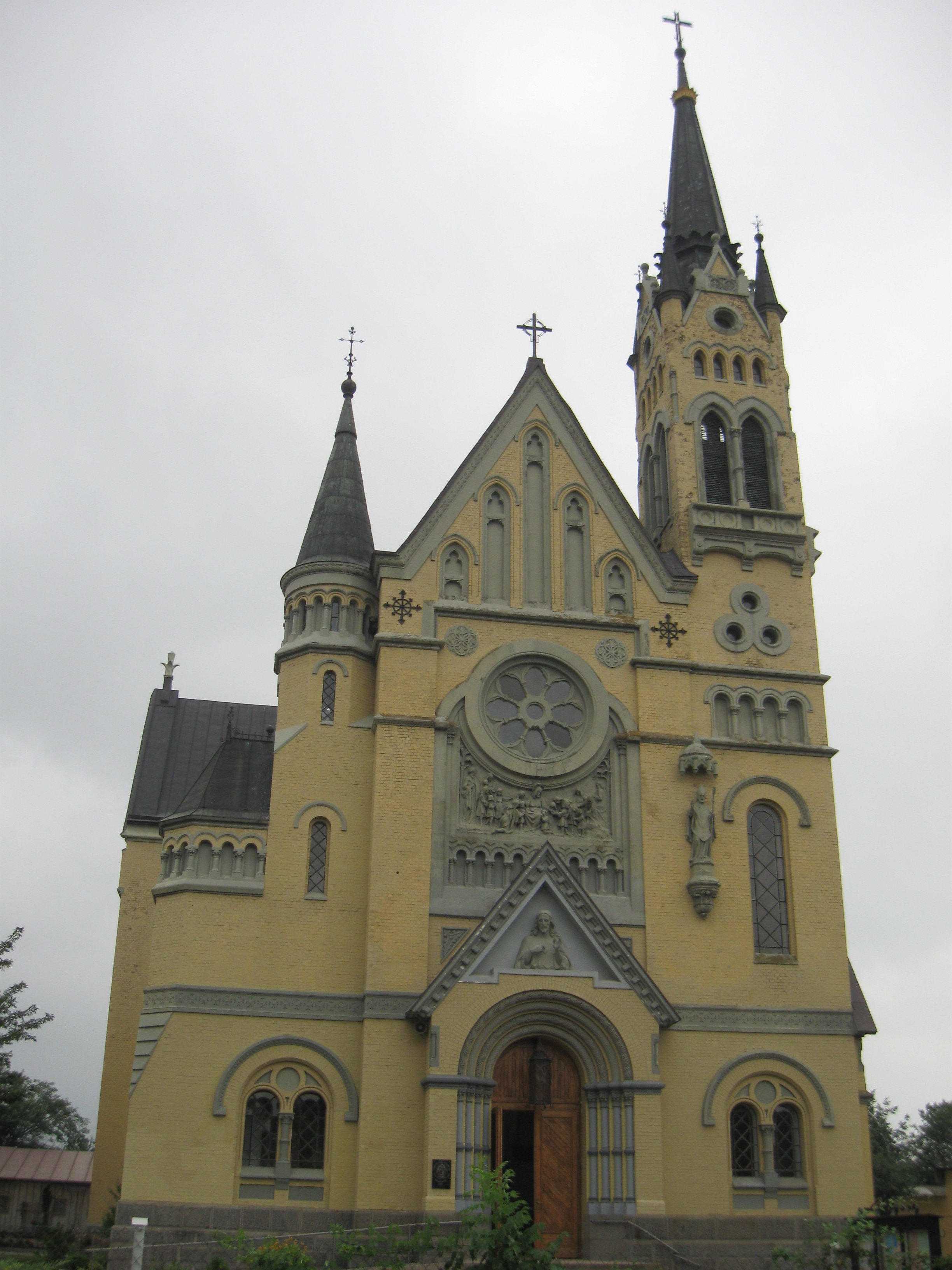